# Rougeux
Rougeux é uma comuna francesa na região administrativa de Grande Leste, no departamento de Haute-Marne. Estende-se por uma área de 9,82 km². Em 2010 a comuna tinha 109 habitantes (densidade: 11,1 hab./km²).